# Ectophasia placida
Ectophasia placida är en tvåvingeart som först beskrevs av Robineau-desvoidy 1863.  Ectophasia placida ingår i släktet Ectophasia och familjen parasitflugor.
Artens utbredningsområde är Frankrike. Inga underarter finns listade i Catalogue of Life.